# Contournement de Nîmes et Montpellier
| Die Strecke nördlich von Lunel |                                      |                                                     |                                                     |
| Streckennummer (SNCF): | 834 000                              |                                                     |                                                     |
| Streckenlänge: | 57 km                                |                                                     |                                                     |
| Spurweite: | 1435 mm (Normalspur)                 |                                                     |                                                     |
| Stromsystem: | 25 kV 50 Hz ~                        |                                                     |                                                     |
| Maximale Neigung: | 11 ‰                                 |                                                     |                                                     |
| Streckengeschwindigkeit: | 220 (Ausbaugeschwindigkeit 300) km/h |                                                     |                                                     |
| Zweigleisigkeit: | ja                                   |                                                     |                                                     |
| |                                      |                                                     |                                                     |
| \| \| \| LGV Méditerranée von Valence TGV/Avignon TGV \| \| \| \| 25,06 \| Abzw. Redessan nach Nîmes \| Abzw. Redessan nach Nîmes \| \| \| \| Instandhaltungsbasis Redessan \| \| \| \| 27,17 \| Nîmes-Pont-du-Gard Bahnstrecke Tarascon–Sète-Ville \| Nîmes-Pont-du-Gard Bahnstrecke Tarascon–Sète-Ville \| \| \| 29,06 \| Abzw. Costières Sud \| Abzw. Costières Sud \| \| \| 0,00 \| Abzw. Saint-Gervasy Bahnstrecke Givors-Canal–Grezan \| Abzw. Saint-Gervasy Bahnstrecke Givors-Canal–Grezan \| \| \| 10,3729,59 \| Abzw. Costières Nord (nur Güterverkehr) \| Abzw. Costières Nord (nur Güterverkehr) \| \| \| 36,25 \| A54 \| A54 \| \| \| 37,01 \| Viaduc de la Combe de Signan (141 m) \| Viaduc de la Combe de Signan (141 m) \| \| \| 40,09 \| Instandhaltungsbasis Nîmes \| Instandhaltungsbasis Nîmes \| \| \| 42,23 \| Bahnstrecke Saint-Césaire–Le Grau-du-Roi \| Bahnstrecke Saint-Césaire–Le Grau-du-Roi \| \| \| 42,35 \| Petit Campagnolle \| Petit Campagnolle \| \| \| 42,75 \| Grand Campagnolle \| Grand Campagnolle \| \| \| 49,52 \| Viaduc du Vistre (350 m) \| Viaduc du Vistre (350 m) \| \| \| 50,22 \| Canal du Bas-Rhône Languedoc (60 m) \| Canal du Bas-Rhône Languedoc (60 m) \| \| \| 52,65 \| SEI de Codognan (Option) \| SEI de Codognan (Option) \| \| \| 53,96 \| Rhôny (120 m) \| Rhôny (120 m) \| \| \| 56,12 \| N113 \| N113 \| \| \| 56,35 \| Flutbrücke Vidourle (150 m) \| Flutbrücke Vidourle (150 m) \| \| \| 56,68 \| Flutbrücke Vidourle (150 m) \| Flutbrücke Vidourle (150 m) \| \| \| 57,14 \| Flutbrücke Vidourle; Cubelle (220 m) \| Flutbrücke Vidourle; Cubelle (220 m) \| \| \| 57,64 \| Flutbrücke Vidourle (300 m) \| Flutbrücke Vidourle (300 m) \| \| \| 58,15 \| Viaduc du Vidourle (160 m) \| Viaduc du Vidourle (160 m) \| \| \| 58,60 \| Canal du Bas-Rhône Languedoc (60 m) \| Canal du Bas-Rhône Languedoc (60 m) \| \| \| 58,77 \| Bahnstrecke Tarascon–Sète-Ville \| Bahnstrecke Tarascon–Sète-Ville \| \| \| 63,12 \| Instandhaltungsbasis Saturargues \| Instandhaltungsbasis Saturargues \| \| \| 67,94 \| N113 \| N113 \| \| \| 69,00 \| Bahnstrecke Tarascon–Sète-Ville \| Bahnstrecke Tarascon–Sète-Ville \| \| \| 70,44 \| Abzw. Saint-Brès (Option, zurückgestellt) \| Abzw. Saint-Brès (Option, zurückgestellt) \| \| \| 70,93 \| Bérange (60 m) \| Bérange (60 m) \| \| \| 73,33 \| Cadoule (70 m) \| Cadoule (70 m) \| \| \| 81,68 \| Montpellier-Sud-de-France \| Montpellier-Sud-de-France \| \| \| \| Linie 3 der Straßenbahn Montpellier \| \| \| \| 83,02 \| Viaduc du Lez (576 m) \| Viaduc du Lez (576 m) \| \| \| 86,390,00 \| Abzw. Lattes \| Abzw. Lattes \| \| \| 2,61 \| Bahnstrecke Tarascon–Sète-Ville nach Sète \| Bahnstrecke Tarascon–Sète-Ville nach Sète \| \| \| \| Neubaustrecke Montpellier–Perpignan (geplant) \| \| |                                      |                                                     |                                                     |
| Strecke |                                      | LGV Méditerranée von Valence TGV/Avignon TGV        | LGV Méditerranée von Valence TGV/Avignon TGV        |
| Strecke von links · Abzweig geradeaus und nach rechts | 25,06                                | Abzw. Redessan nach Nîmes                           | Abzw. Redessan nach Nîmes                           |
| Dienststation / Betriebs- oder Güterbahnhof · Strecke |                                      | Instandhaltungsbasis Redessan                       | Instandhaltungsbasis Redessan                       |
| Abzweig geradeaus und von links · Turmbahnhof geradeaus oben · Abzweig quer und von links | 27,17                                | Nîmes-Pont-du-Gard Bahnstrecke Tarascon–Sète-Ville  | Nîmes-Pont-du-Gard Bahnstrecke Tarascon–Sète-Ville  |
| Abzweig geradeaus und von links · Strecke nach rechts | 29,06                                | Abzw. Costières Sud                                 | Abzw. Costières Sud                                 |
| Abzweig geradeaus, nach rechts und von rechts · Strecke | 0,00                                 | Abzw. Saint-Gervasy Bahnstrecke Givors-Canal–Grezan | Abzw. Saint-Gervasy Bahnstrecke Givors-Canal–Grezan |
| Strecke nach links · Abzweig geradeaus und von rechts | 10,3729,59                           | Abzw. Costières Nord (nur Güterverkehr)             | Abzw. Costières Nord (nur Güterverkehr)             |
| Brücke | 36,25                                | A54                                                 | A54                                                 |
| Brücke über Wasserlauf | 37,01                                | Viaduc de la Combe de Signan (141 m)                | Viaduc de la Combe de Signan (141 m)                |
| Dienststation / Betriebs- oder Güterbahnhof | 40,09                                | Instandhaltungsbasis Nîmes                          | Instandhaltungsbasis Nîmes                          |
| Kreuzung geradeaus oben | 42,23                                | Bahnstrecke Saint-Césaire–Le Grau-du-Roi            | Bahnstrecke Saint-Césaire–Le Grau-du-Roi            |
| Brücke über Wasserlauf | 42,35                                | Petit Campagnolle                                   | Petit Campagnolle                                   |
| Brücke über Wasserlauf | 42,75                                | Grand Campagnolle                                   | Grand Campagnolle                                   |
| Brücke über Wasserlauf | 49,52                                | Viaduc du Vistre (350 m)                            | Viaduc du Vistre (350 m)                            |
| Brücke über Wasserlauf | 50,22                                | Canal du Bas-Rhône Languedoc (60 m)                 | Canal du Bas-Rhône Languedoc (60 m)                 |
| ehemalige Überleitstelle / Spurwechsel | 52,65                                | SEI de Codognan (Option)                            | SEI de Codognan (Option)                            |
| Brücke über Wasserlauf | 53,96                                | Rhôny (120 m)                                       | Rhôny (120 m)                                       |
| Brücke | 56,12                                | N113                                                | N113                                                |
| Brücke | 56,35                                | Flutbrücke Vidourle (150 m)                         | Flutbrücke Vidourle (150 m)                         |
| Brücke | 56,68                                | Flutbrücke Vidourle (150 m)                         | Flutbrücke Vidourle (150 m)                         |
| Brücke über Wasserlauf | 57,14                                | Flutbrücke Vidourle; Cubelle (220 m)                | Flutbrücke Vidourle; Cubelle (220 m)                |
| Brücke | 57,64                                | Flutbrücke Vidourle (300 m)                         | Flutbrücke Vidourle (300 m)                         |
| Brücke über Wasserlauf | 58,15                                | Viaduc du Vidourle (160 m)                          | Viaduc du Vidourle (160 m)                          |
| Brücke über Wasserlauf | 58,60                                | Canal du Bas-Rhône Languedoc (60 m)                 | Canal du Bas-Rhône Languedoc (60 m)                 |
| Kreuzung geradeaus oben | 58,77                                | Bahnstrecke Tarascon–Sète-Ville                     | Bahnstrecke Tarascon–Sète-Ville                     |
| Dienststation / Betriebs- oder Güterbahnhof | 63,12                                | Instandhaltungsbasis Saturargues                    | Instandhaltungsbasis Saturargues                    |
| Brücke | 67,94                                | N113                                                | N113                                                |
| Kreuzung geradeaus oben · Abzweig quer und ehemals von links | 69,00                                | Bahnstrecke Tarascon–Sète-Ville                     | Bahnstrecke Tarascon–Sète-Ville                     |
| Abzweig geradeaus und ehemals von links · Strecke nach rechts (außer Betrieb) | 70,44                                | Abzw. Saint-Brès (Option, zurückgestellt)           | Abzw. Saint-Brès (Option, zurückgestellt)           |
| Brücke über Wasserlauf | 70,93                                | Bérange (60 m)                                      | Bérange (60 m)                                      |
| Brücke über Wasserlauf | 73,33                                | Cadoule (70 m)                                      | Cadoule (70 m)                                      |
| Bahnhof | 81,68                                | Montpellier-Sud-de-France                           | Montpellier-Sud-de-France                           |
| Kreuzung mit U-Bahn Anfang Hochstrecke |                                      | Linie 3 der Straßenbahn Montpellier                 | Linie 3 der Straßenbahn Montpellier                 |
| Strecke unter Wasserlauf Ende Hochstrecke | 83,02                                | Viaduc du Lez (576 m)                               | Viaduc du Lez (576 m)                               |
| Abzweig ehemals geradeaus und nach links · Strecke von rechts | 86,390,00                            | Abzw. Lattes                                        | Abzw. Lattes                                        |
| Kreuzung geradeaus oben (Strecke geradeaus außer Betrieb) · Abzweig quer und nach links | 2,61                                 | Bahnstrecke Tarascon–Sète-Ville nach Sète           | Bahnstrecke Tarascon–Sète-Ville nach Sète           |
| Strecke (außer Betrieb) |                                      | Neubaustrecke Montpellier–Perpignan (geplant)       | Neubaustrecke Montpellier–Perpignan (geplant)       |

Das Contournement de Nîmes et Montpellier, kurz CNM (deutsch Umfahrung Nîmes und Montpellier), ist eine französische Hochgeschwindigkeitsstrecke zwischen Manduel, östlich von Nîmes und Lattes, südlich von Montpellier. Sie stellt die westliche Verlängerung der LGV Méditerranée dar und soll mittels der Neubaustrecke Montpellier–Perpignan den Lückenschluss zur LGV Perpignan–Figueres herstellen. Die Strecke wurde, im Gegensatz zu den anderen Schnellfahrstrecken in Frankreich, für den Mischverkehr (Güter- und Personenverkehr) ausgelegt. Der Baubeginn fand 2013 statt, die Inbetriebnahme für den Güterverkehr erfolgte am 10. Dezember 2017, die Personenzüge (TGV) verkehren seit dem 7. Juli 2018. Die zulässige Höchstgeschwindigkeit liegt aktuell bei 220 km/h, nach Inbetriebnahme der Neubaustrecke Montpellier–Perpignan soll diese auf 300 km/h angehoben werden.
Die Strecke wurde durch Oc'via erstellt (Consortium Bouygues, Colas Rail, Alstom und Spie Batignolles) im Rahmen einer Öffentlich-privaten Partnerschaft über 25 Jahre. Die beiden Bahnhöfe, Nîmes-Pont-du-Gard und Montpellier-Sud-de-France, wurden durch SNCF Réseau erbaut. Die Baukosten werden auf ca. 2,28 Mrd. € geschätzt.

## Streckenverlauf
Die Strecke beginnt im Departements Gard und schließt bei Redessan an die LGV Méditerranée aus Richtung Avignon an. An der Kreuzungsstelle mit der Bahnstrecke Tarascon–Sète wurde der neue Bahnhof Nîmes-Pont-du-Gard erstellt, an dem Umsteigemöglichkeiten nach Nîmes und Arles bestehen. Für den Güterverkehr wurden Verbindungsstrecken zur Bahnstrecke Tarascon–Sète und der Bahnstrecke Givors-Canal–Grezan (Anschluss bei Saint-Gervasy) erstellt.
Anschließend verläuft die Strecke in Südwestlicher Richtung, umfährt Nîmes südlich und durchquert die Weinanbauregion Costières de Nîmes. Während der Bauzeit bestand eine Verbindung mit der Bahnstrecke Saint-Césaire–Grau-du-Roi, welche für Bauzüge genutzt wurde. Ein Teil der Anlagen werden als Instandshaltungsbasis weiterhin genutzt. Mit Querung des Flusses Vidourle wird das Département Hérault erreicht, wo die Stadt Lunel nördlich umfahren wird. Östlich und westlich von Lunel wird die Altstrecke Tarascon–Sète überquert, wobei bei Saint-Brès ein Abzweig zur Altstrecke ursprünglich geplant war.
In der Folge wird das Weinanbaugebiet Coteaux du Languedoc durchfahren. Die Agglomeration Montpellier wird südlich umfahren, hierbei erfolgte eine Bündelung mit dem Neubau der Autobahn A9. Der neue Bahnhof Montpellier-Sud-de-France besitzt insgesamt 6 Gleise, wovon 4 mit Bahnsteigen versehen sind. Eine Erweiterung um zwei weitere Bahnsteiggleise ist möglich. Kurz nach dem Bahnhof fädelt der Abzweig niveaufrei aus der künftigen Verlängerung nach Perpignan aus und mündet in die Altstrecke Tarascon–Sète bei Lattes.

## Geschichte
Ein Dekret vom 16. Mai 2005 erklärt die Bauarbeiten an der Strecke für gemeinnützig und dringend (déclaration d'utilité publique).
Am 2. Dezember 2009 unterzeichneten der Staat, der Regionalrat Languedoc-Roussillon, der Generalrat Gard, Montpellier Agglomération, Nîmes Métropole und Réseau ferré de France (RFF) die Finanzierungsvereinbarung für die neue Umgehungsstrecke von Nîmes nach Montpellier. Am 18. Dezember 2009 startet RFF die Konsultation mit den drei Gruppierungen, die sich um den PPP-Vertrag (öffentlich-private Partnerschaft) beworben hatten. Der Vertrag sieht die Finanzierung, die Planung, den Bau und die Instandhaltung der neuen Strecke für eine Dauer von 25 Jahren vor (bis 2037). Am 26. Oktober 2011 gab RFF bekannt, die endgültigen Angebote der von Bouygues und Vinci geführten Konsortien erhalten zu haben. Eiffage, das die dritte ARGE anführte, beschloss schließlich, kein Angebot abzugeben.
Am 12. Januar 2012 gibt RFF bekannt, dass das von Bouygues Travaux Publics geführte Konsortium, als Oc'via bezeichnet, den Zuschlag erhalten soll. Am 28. Juni wurde der Vertrag zwischen RFF und Oc'via unterzeichnet und dieser trat am 20. Juli 2012 in Kraft, nachdem das Dekret des Conseil d'état am 19. Juli 2012 veröffentlicht wurde.
Der Bau beginnt Anfang 2014 mit den Tiefbauarbeiten und der Herstellung des Trassee. Der Gleisbau startet im Februar 2016, die Fahrleitung wird im Mai 2017 unter Spannung gesetzt.
Seit dem 10. Dezember 2017 ist die Strecke für den Güterverkehr in Betrieb. Seit dem 7. Juli 2018 verkehren die ersten Personenzüge (TGV) und bedienen den Bahnhof Montpellier-Sud-de-France. Mit der Inbetriebnahme des Bahnhofs Nîmes-Pont-du-Gard am 15. Dezember 2019 wurde die Anzahl an TGV, welche die Strecke benutzen erhöht.
Im September 2021 diente die Strecke als Ausweichroute für den Regionalverkehr (TER), da die klassische Strecke Nîmes–Montpellier durch schwere Überschwemmungen beschädigt wurde.

## Infrastruktur
Für die neuen Strecke wurden zusätzlich zu den 60 km neue Mischverkehrsstrecke (Güter- und Personenverkehr) zwischen Manduel (südöstlich von Nîmes) und Lattes (östlich von Montpellier), eine 10 km Verbindungsstrecke für den Güterverkehr mit der bestehenden Strecke am rechten Rhôneufer und insgesamt 10 km Anschlüsse an das bestehende Schienennetz in Lattes und Manduel erstellt.
Der Gleisachsabstand beträgt 4,80 m aufgrund des Mischverkehrs, die Trasse (Planumsbreite) selbst ist 17,00 m breit. Der Oberbau besteht aus UIC 60E1 Schienen, Monoblock Betonschwellen des Typs M450 und 25 cm Schotter unterhalb der Schwelle.
Im ursprünglichen Projekt war ein Anschluss an die bestehende Strecke in Saint-Brès (östlich von Montpellier) vorgesehen, der die Bedienung des bestehenden Bahnhofs Montpellier Saint-Roch durch die TGVs von und nach Paris ermöglicht hätte. RFF und der Staat einigten sich am 7. Februar 2011 darauf, diesen Anschluss nicht zu erstellen und stattdessen neue Bahnhöfe zu errichten. Die Möglichkeit eines Anschluss in Saint-Brès an die Bestandstrecke wurde im endgültigen Projekt als Option beibehalten.
Die Strecke wurde bisher mit der klassischen Außensignalisierung Block automatique lumineux (BAL) / Contrôle de vitesse par balises (KVB) und ETCS Level 1 ausgerüstet. Somit liegt die zulässige Höchstgeschwindigkeit der Personenzüge bei 220 km/h, für Güterzüge 120 km/h.
Die Trassierung ist auf eine Streckengeschwindigkeit von 300 km/h ausgelegt, hierfür muss eine Führerstandsignaliserung (z. B. ETCS Level 2) nachgerüstet werden.